# Alpmurmeldjur
Alpmurmeldjur, eller enbart murmeldjur, (Marmota marmota) är ett däggdjur i ordningen gnagare som tillhör släktet murmeldjur.

## Kännetecken
Djuret blir 63 till 73 centimeter långt och har en svans med en längd på 13 till 16 centimeter. Höjden vid skuldrorna är omkring 18 centimeter. Det väger mellan 5,5 och 7,5 kilogram på hösten, medan vikten efter vinterdvalan har sjunkit till mellan 2,8 och 3,3 kilogram. Hanarna väger något mer än honorna. Den täta pälsen varierar mellan beige, gulbrun till mörkgrå. Huvud och nacke är vita, medan svansen har en svart spets. Kroppen är satt med korta ben. Tårna är försedda med klor, utom på framfötternas tummar, som i stället har naglar. Tänderna är orangegula.

## Utbredning
Alpmurmeldjuret utbreder sig i Alperna, Schwarzwald, Jurabergen, Vogeserna, Centralmassivet, Pyrenéerna och Karpaterna.

## Ekologi
Alpmurmeldjuret lever i grupper om 15 till 20 individer, bestående av ett monogamt alfapar och en stor del av dess avkommor. Individerna är mycket vänliga mot varandra, och hälsar varandra genom att gnida nosarna mot varandra. Djuren, speciellt den dominanta honan, är emellertid mycket aggressiva mot utomstående.
Som habitat föredrar alpmurmeldjuret alpina ängar och gräsmarker, gärna på branta, klippiga sydsluttningar, vanligtvis på höjder mellan 1 200 och 3 000 m (det vill säga ovan trädgränsen). Där gräver de ett stort, underjordiskt system av gångar som bland annat innefattar en stor kammare, avsedd för vintersömn. Systemet, som kan nedärvas av många generationer är utgrävt i väldränerad jord eller klippterräng.
Alpmurmeldjuret är snabbt på korta distanser; på längre sträckor är det dock långsamt jämfört med snabblöpare som bland annat harar. Det sätter sig ofta i upprätt ställning på bakdelen för att se sig omkring. När fara hotar varnar det sina artfränder med visslingar. Det är vanligt att de vilar utbredda på magen på stenar, inte, som man kan förmoda, för att sola, utan tvärtom för att svalka sig – djuren är mycket värmekänsliga. Dess föda utgörs av olika gräs, halvgräs och örter.

### Vintersömn

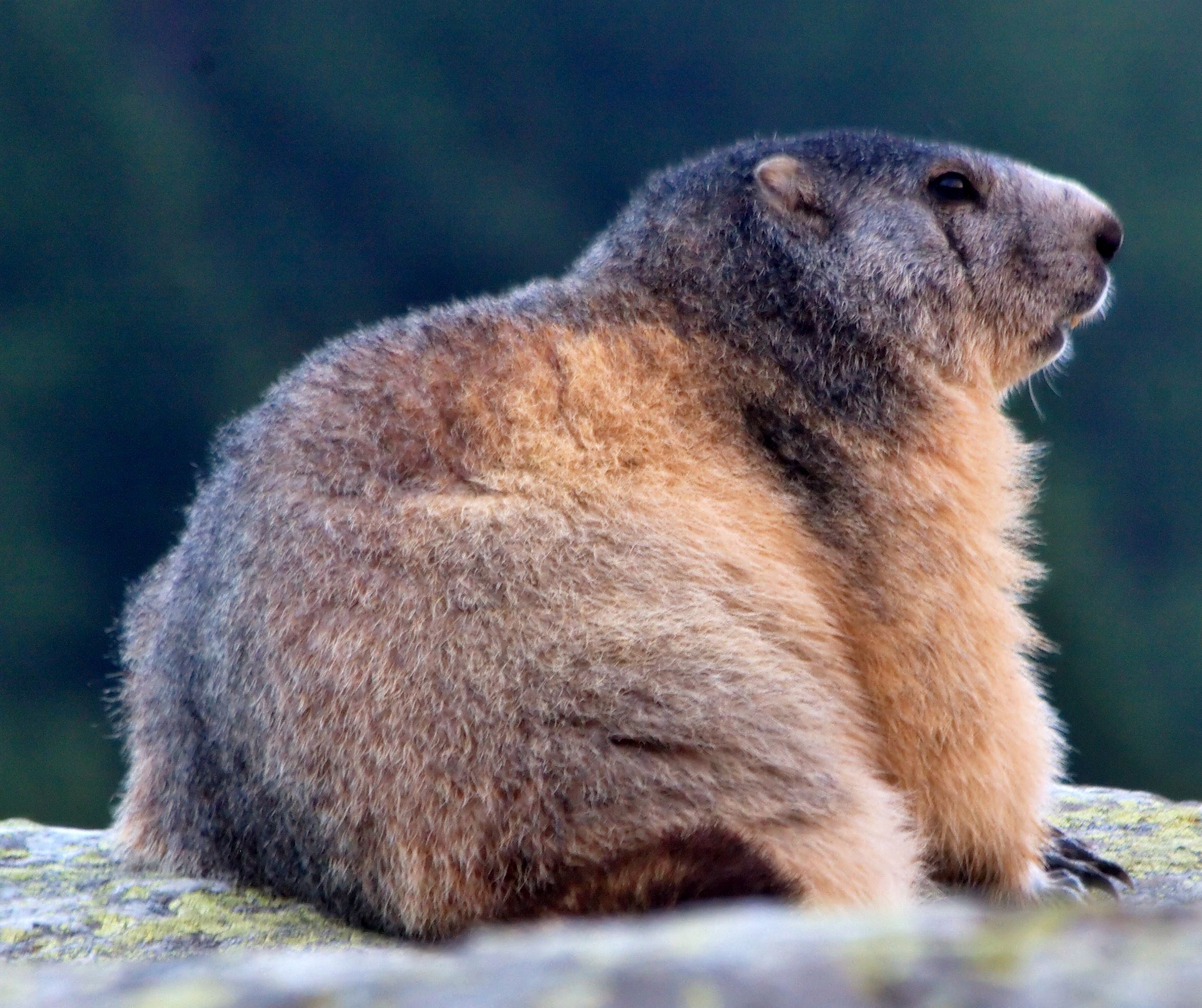
Alpmurmeldjur som ätit sig fet inför vintersömnen.

Vintervistet, som oftast hyser ett flertal individer, är rymligt och känns igen på att ingångshålet är igenstoppat med hö och gräs. Från den igenstoppade mynningen leder en lång, delvis förgrenad gång, mellan 2,5 och 3 m lång, in till hålan, där djuren bäddat åt sig med torrt hö, som de tidigare har burit in i sovkammaren. Vinterdvalan varar mellan 6 och 9 månader. Under denna kan kroppstemperaturen sjunka ner till 5º C och andningen till mellan 2 och 3 andetag per minut. Det är dock vanligt att djuren tillfälligtvis vaknar till ett kort tag, för att på det sättet hålla temperaturen uppe i vintervistet.

### Fortplantning
Parningen sker strax efter djuren kommer fram ur vintersömnen. Den sker dock inte varje år, utan beror på hur pass mycket den dominanta honan (som är det enda hondjur som parar sig) väger efter vintersömnen. Efter en dräktighet på 33 till 34 dygn föder honan mellan 1 och 7 (vanligen 2 till 6) nakna och blinda ungar, som normalt väger omkring 30 g vardera. Ungarna utvecklas snabbt, och har tredubblat sin vikt efter tre veckor. De är avvanda efter ungefär 40 dygn, då de lämnar boet för första gången. Djuren blir könsmogna vid två års ålder, och lever i 15 till 18 år.

## Förhållande till människor
Alpmurmeldjuret jagades tidigare för sitt kött och sin päls och deras fett användes inom folkmedicinen.